# Giovanni Canova
Giovanni Canova (ur. 27 lipca 1880 w Canicattì, zm. 28 października 1960 w Turynie) – włoski szpadzista, dwukrotny medalista olimpijski.
Na igrzyskach olimpijskich w Antwerpii w 1920 roku Włosi w składzie: Nedo Nadi, Aldo Nadi, Abelardo Olivier, Dino Urbani, Tommaso Costantino, Paolo Thaon di Revel, Tullio Bozza, Giovanni Canova, Andrea Marrazzi i Antonio Allocchio zdobyli złoto w szpadzie drużynowej. W szpadzie indywidualnej odpadł w ćwierćfinałach. Na rozgrywanych cztery lata później igrzyskach olimpijskich w Paryżu wspólnie z Giulio Baslettą, Marcello Bertinettim, Vincenzo Cuccią, Virgilio Mantegazzą i Oreste Moriccą zdobył brązowy medal w szpadzie drużynowej. W turnieju indywidualnym tym razem nie startował.
Nie zdobył medalu mistrzostw świata.